# Farní sbor Českobratrské církve evangelické v Kostelci nad Orlicí
Farní sbor Českobratrské církve evangelické, seniorát královéhradecký.

## Historie sboru

### Od kazatelské stanice k samostatnému sboru
Od roku 1921 kazatelská stanice Třebechovic pod Orebem. Když za okupace, po zatčení faráře Opočenského, přibyla třebechovickému faráři starost o sbor klášterský, začali se zástupci kazatelských stanic v Rychnově nad Kněžnou (založena roku 1895) a v Kostelci nad Orlicí ohlížet po vlastním duchovním správci a dohodli se nadále spolupracovat s cílem založit filiální sbor. Prvním jejich kazatelem se stal vikář Josef Hornych. On i jeho nástupci Vladimír Doule (1943–1949) a Josef Novák (1950–1952) měli sídlo v Rychnově nad Kněžnou. Roku 1947 se od Kostelce oddělila kazatelská stanice ve Vamberku. Představitelé všech tří stanic usilovali svorně o jejich osamostatnění. Sídlem budoucího sboru měl být Kostelec. Stal se jím v roce 1954 po příchodu vikáře Miroslava Rozbořila. Všechny tři stanice se sloučily v jeden celek a odfařily se od Třebechovic. Vikář Rozbořil byl roku 1962 zvolen prvním farářem. Celkem působil na sboru 15 let (1954–1962 na filiálním sboru, 1962–1969 na farním sboru) a rozvinul zde sborovou a pastorační činnost. Potom působil na sboru v letech 1969–1974 farář Miloslav Klapuš a ještě ve výslužbě vypomáhal až do léta 1988. Oba získali řadu laických spolupracovníků ve všech střediscích sboru. Vikář Jan Škubal zde pracoval mezi roky 1974–1979. V roce 1969 a 1979–1980 administroval sbor farář Miroslav Brož z Třebechovic. Poté působili na sboru vikáři Alois Němec 1980–1984 a Jiří Mrázek 1984–1990. Další čtyři roky byl sbor administrován ze vzdáleného Letohradu farářem Pavlem Rumlem. V červnu 1993 se do sboru nastěhoval absolvent biblické školy v Hradci Králové, jáhen Oldřich Malý, diakon letohradský, od 1995 do 1998 jáhen v Kostelci. Od roku 1998 do října 2004 sbor spravoval farář Miroslav Hejl.

### Dnešní situace sboru
Od října 2004 byla farářkou sboru Miloslava Havelková, roku 2005 vdaná jako Hofmanová; brzy na to odchází na mateřskou dovolenou. Od října 2006 do 2017 byl farářem sboru David Najbrt. K roku 2023 je farářem Michael Erdinger.

### Diaspora
Sbor má rozsáhlou diasporu po obcích, táhnoucích se v patnáctikilometrovém pásu od Divoké Orlice mezi Častolovicemi a Potštejnem na severozápad až k česko-polské hranici na hřebenu Orlických hor. Sídlo sboru leží na okraji. Kazatelské stanice žijí nezávisle na sobě.

### Shromažďování
Sbor dlouho neměl vlastní shromažďovací místnost. Teprve v roce 1967 se podařilo získat do vlastnictví byt pro faráře ve starším činžovním domě v Kostelci. Tamní kostelík na Rabštejnku je sice bratrského původu (postaven 1581–1584) a byl renovován roku 1937 jako sbor J. A. Komenského společným nákladem naší a československé církve, zůstal však majetkem města a je oběma církvím bezplatně pronajat k užívání na 50 let. V letech 1994–1996 byla provedena generální oprava (nová střecha a fasáda). V roce 1995 bylo pořízeno elektrické topení do části lavic.

### Kazatelská stanice
V Rychnově nad Kněžnou se konaly bohoslužby do roku 1972 ve starém sborovém domě, který sbor musel pod politickým tlakem velmi lacino prodat městu. Od té doby se společenství schází v modlitebně CČSH. Ve Vamberku se konaly bohoslužby do roku 1990 čtrnáctidenně také v modlitebně CČSH. V Solnici se konaly bohoslužby jednou měsíčně do roku 1976, kdy město sbor vypovědělo z místnosti. Biblické hodiny se konaly v Kostelci a v Rychnově v zimním období čtrnáctidenně. Ve Vamberku v letech 1971–73. Od roku 1990 jen v Kostelci. Podle údajů na portálu Evangnet se společenství v kazatelské stanici neschází.

### Kurátorky a kurátoři
Po kurátorovi Janu Koukolovi byla dlouhá léta kurátorkou Jiřina Podolská (provdaná Bartošová) z Rychnova. Po její rezignaci byl v dubnu 1990 kurátorem zvolen Pavel Pleva z Potštejna. Od dubna 1994 zastával funkci kurátora místokurátor Květoslav Suchomel z Potštejna. Potom byl kurátorem zvolen Ing. Jiří Fleischer, zastávající tuto službu až do roku 2004, kdy byla zvolena kurátorka Ludmila Izáková. Nyní je kurátorkou Dana Tichá.